# Карбас (деревня)
Карбас — деревня в Кудымкарском районе Пермского края. Входила в состав Белоевского сельского поселения. Расположена по берегам речки Ошмушашорка (левый приток Мечкора, впадающего в Куву, приток Иньвы). Находится северо-западнее от города Кудымкара. Расстояние до районного центра составляет 25 км. По данным Всероссийской переписи населения 2010 года, в деревне проживало 153 человека (79 мужчин и 74 женщины).

## История
По данным на 1 июля 1963 года, в деревне проживало 188 человек. До конца 1962 года населённый пункт входил в состав Карбасовского сельсовета, а в 1963 году деревня вошла в состав Белоевского сельсовета.

## Население
Большинство населения составляют коренные жители Прикамья — коми-пермяки.
| Количество коми-пермяков | 1869 | 1926 | 2009 |
| ------------------------ | ---- | ---- | ---- |
| Карбас                   | 246  | 497  | 173  |
| Фотеево                  | 59   | 110  | 43   |